# Леско, Эли
Антуан Луи Леокарди Эли Леско (9 декабря 1883 — 20 октября 1974) — президент Гаити с 1941 до 1946 года. Был мулатом, использовал для поддержания своей власти политический климат Второй мировой войны и связи с Соединёнными Штатами. Его правление отличилось экономическим кризисом и жестокими политическими репрессиями. Принадлежал к Либеральной партии.

## Ранние годы
Леско родился в мулатской семье в городке Сен-Луи-дю-Нор. Отправился в Порт-о-Пренс, чтобы изучать фармакологию после получения среднего образования в Кап-Аитьен. После получения высшего образования поселился в городе Пор-де-Пе, где занялся торговым делом. Пришёл в политику после смерти своей первой жены в 1911 году, через два года был избран в Палату депутатов. После четырёхлетнего проживания во Франции во времена американской оккупации Гаити (1915—1934) вернулся на родину и занимал посты в администрациях Луи Борно и Стенио Жозефа Винсена. Через четыре года был назначен на пост посла в соседнюю Доминиканскую Республику, где заключил союз с президентом Трухильо. Впоследствии получил должность посла Гаити в США.

## Президентство
Его тесные экономические и политические связи с США помогли заложить базу для победы на президентских выборах, которые состоялись в 1941 году. Видные члены Палаты депутатов выступали против его кандидатуры, утверждая, что Гаити нужен «чёрный» президент. Впрочем, опираясь на богатство Трухильо, Леско смог купить себе путь к президентству. В результате он выиграл 56 из 58 голосов законодателей.
Леско быстро сосредоточил в своих руках контроль над государственным аппаратом, назначив себя председателем Военной гвардии, а также предоставив несколько ключевых постов представителям белой элиты, в том числе и собственному сыну. Такие действия вызвали презрительное отношение к нему со стороны чернокожего населения страны.
После бомбардировки Перл-Харбора Эли Леско объявил войну державам Оси и пообещал всю необходимую поддержку войскам Союзников. Его правительство предложило убежище европейским евреям. В 1942 году он требовал на правах военного времени прекратить действие конституции и предоставить ему неограниченные полномочия исполнительной власти. Началось физическое преследование политических оппонентов, а также тотальная слежка.
В качестве военной блокады страны Оси отрезали поставки резины с Востока. Администрация Леско начала амбициозную программу совместно с Соединёнными Штатами по производству резины в сельской местности Гаити. В 1941 году Экспортно-импортный банк США выделил для этой цели 5 миллионов долларов. Программа получила название «Société Haïtiano-Américane de Développement Agricole» (SHADA), её руководителем стал американский агроном Томас Феннел.
SHADA начала производство в том же году. Программа в итоге сделала непригодными более 100000 гектаров сельскохозяйственных земель. Фермеры северной части Гаити лишились возможности производства продовольственных товаров, переключившись на производство каучука.
Леско энергично поддерживал кампанию от имени SHADA, утверждая, что программа способна модернизировать сельское хозяйство Гаити.
Однако производство резины не дошло до запланированных показателей. Этому также способствовала засуха.
Леско остерегался прекращения программы SHADA, что привело бы к резкому росту безработицы и повредило бы его имиджу. Он просил о постепенном закрытии программы после конца войны, однако получил отказ.

## Отстранение от власти и изгнание
Имея правительство на грани банкротства и слабую экономику, Леско безуспешно просил США о продлении погашения задолженностей. Испортились и его некогда тёплые отношения с Трухильо. Он был вынужден расширить штат Военной гвардии, в том числе назначив на высшие посты в ней представителей белокожей элиты. В 1944 году были выявлены и арестованы организаторы восстания чернокожих в армии. Семь из них были казнены по приговору военно-полевого суда.
В том же году Леско продлил свой президентский срок с пяти лет до семи. К 1946 году его попытки борьбы против свободы слова вызвали жаркие студенческие демонстрации, которые вылились в полноценное восстание в Порт-о-Пренсе. Толпа устроила акцию протеста перед национальным дворцом.
Леско попытался отправить военную гвардию для разгона демонстрации, однако её командование ответило отказом. Убеждённый, что его жизнь в опасности, Леско вместе со своим правительством выехал из страны. К власти в результате пришла военная хунта из трёх человек, сразу же пообещав организовать демократические выборы. Дюмарсе Эстиме, избранный на пост президента в августе 1946 года, стал первым чернокожим главой государства после американской оккупации Гаити.